# マイスポーツ
『マイスポーツ』は、1982年10月10日から1983年3月27日までTBS系列局で放送された毎日放送制作のスポーツドキュメンタリー番組。放送時間は毎週日曜 13:00 - 13:30 (JST) 。

## 概要
この番組は毎回、1人のスポーツ選手を取り上げて紹介していた。放送第1回目では長嶋茂雄について特集していた。

## 取り上げた主なアスリート

### 野球
- 長嶋茂雄
- 江夏豊（当時日本ハム投手）
- 落合博満（当時ロッテ内野手）
- 江川卓（当時巨人投手）
- 荒木大輔（当時早稲田実業高等部3年、翌年ヤクルトに入団）
- 水野雄仁（当時徳島・池田高2年、翌々年巨人に入団）

### ゴルフ
- 青木功
- 樋口久子
- 岡本綾子
- 中島常幸
- 倉本昌弘

### マラソン
- 瀬古利彦
- 佐々木七恵
- 増田明美

### その他
- アントニオ猪木（プロレス）
- 釜本邦茂（サッカー）
- 松尾雄治（ラグビー）
- 江上由美・三屋裕子（バレーボール）
- 渡嘉敷勝男（ボクシング）
- ほか

## ナビゲーター
主に当時新進気鋭だったスポーツライターが務めた。
- 山際淳司
- 軍司貞則
- 長田渚左
- 安藤優子（アントニオ猪木出演回）

| 毎日放送制作・TBS系列 日曜13:00枠（1982年10月 - 1983年3月） | 毎日放送制作・TBS系列 日曜13:00枠（1982年10月 - 1983年3月） | 毎日放送制作・TBS系列 日曜13:00枠（1982年10月 - 1983年3月） |
| 前番組                                                      | 番組名                                                      | 次番組                                                      |
| ----------------------------------------------------------- | ----------------------------------------------------------- | ----------------------------------------------------------- |
| ヤングおー!おー! ※13:00 - 13:55                             | マイスポーツ ※13:00 - 13:30 レインボーマン ※13:30 - 14:00   | 笑いころげてたっぷり枝雀（全国ネット版） ※13:00 - 13:54     |